# Quatre générations sous un même toit
Quatre générations sous un même toit (chinois simplifié : 四世同堂, hanyu pinyin : sì shì tóng táng) est un roman de l'écrivain chinois Lao She, publié en 1949.
Écrit entre 1940 et 1942, le long roman (en trois tomes volumineux) décrit la vie des habitants d'un quartier de Pékin sous l'occupation japonaise 1937-1945. Et plus particulièrement celle d'une famille vivant dans l'étroit hutong (ruelle) du Petit Bercail, très semblable à celle où l'auteur lui-même est né. Tous ne sont pas d'accord sur la conduite à tenir face à l'occupant, qu'il s'agisse des voisins (collaborateurs avec les japonais : la famille Guan) ou des intellectuels persécutés, prêts à se battre (famille Qian), ou des membres de la famille Qi (pivot de l'histoire), ou encore de Monsieur Li, déménageur, Maître Sun, barbier, Petit Cui tireur de pousse, etc.
La troisième partie du roman a forcément été écrite après août 1945 puisqu'il évoque la bombe atomique sur Hiroshima et la capitulation du Japon.
Lao She montre ainsi avec minutie les multiples facettes du peuple de Pékin reflet de la Chine et de son destin. Ce projet énorme prend la forme du roman traditionnel chinois dont le modèle pourrait être  Le Rêve dans le pavillon rouge. Dans son introduction intitulée « Lao She, le professeur », Le Clézio qualifie l'œuvre ainsi : « c'est sans aucun doute le plus chinois des romans de Lao She. » Il entend par là qu'il s'inscrit dans la tradition du Rêve du pavillon rouge, avec la multiplicité des protagonistes et la description précises des modes de vie chinois.

## Traduction
- Quatre générations sous un même toit. I, trad. Jing-Yi-Xiao, préf. J. M. G. Le Clézio, Mercure de France, 1996, rééd. coll. « Folio », 1998.
- Quatre générations sous un même toit. II. Survivre à tout prix, trad. Chantal Andro, Mercure de France, 1998, rééd. coll. « Folio », 2000.
- Quatre générations sous un même toit. III. La famine, trad. Chantal Chen-Andro, post. Paul Bady, Mercure de France, 2000, rééd. coll. « Folio », 2001.